# François Giguère
François Giguère (* 24. Juni 1963 in Sainte-Foy, Québec) ist ein kanadischer Eishockeyfunktionär. Zuletzt fungierte er als General Manager der Colorado Avalanche aus der National Hockey League.

## Karriere
Nachdem Giguère bereits seit 1990 für die Québec Nordiques aus der National Hockey League im Finanzsektor engagiert war, wurde der Kanadier 1995 zum Assistenz-General Manager der Nordiques befördert. Diese Position hielt er auch bei als das Franchise nach Denver umsiedelte, sich in Colorado Avalanche umbenannte und in der Saison 1995/96 zum ersten Mal den Stanley Cup gewann. Während der NHL-Saison 2000/01 wurde Giguère zum Vize-Präsidenten der Organisation ernannt, in dieser Saison gewann er auch zum zweiten Mal mit seinem Team den Stanley Cup.
Zu Beginn der Saison 2002/03 verließ Giguère den Club und arbeitete als Assistenz-GM der Dallas Stars, bevor er am Ende der Spielzeit 2005/06 wieder von der Avalanche verpflichtet wurde. Am 24. Mai 2006 wurde er zum neuen Vize-Präsidenten und General Manager ernannt.
Nach drei erfolglosen Spielzeiten in Colorado wurde François Giguère am 13. April 2009 wenige Tage nach dem letzten Spiel der regulären Saison der Spielzeit 2008/09 erneut entlassen. Die Colorado Avalanche absolvierte in diesem Jahr ihre schlechteste Saison seit ihrem Umzug aus Québec. Der Verein belegte den letzten Platz der Western Conference und landete ligaweit in der aus 30 Teams bestehenden Liga nur auf Platz 28. Der Nachfolger von Giguère wurde Greg Sherman, der bereits seit sieben Jahren Assistenz-GM des Franchise gewesen war.

## Erfolge und Auszeichnungen
- 1996 Stanley-Cup-Gewinn mit der Colorado Avalanche (als Assistenz-General Manager)
- 2001 Stanley-Cup-Gewinn mit der Colorado Avalanche (als Vize-Präsident)